# Saison 2016-2017 de la BeNe League (hockey sur glace)
Saison précédente Saison suivante
La saison 2016-2017 est la 2e saison de la BeNe League.

## Participants
| Groupe   | Club                          | Ville       | Province                | Patinoire                    |
| -------- | ----------------------------- | ----------- | ----------------------- | ---------------------------- |
| Groupe A | Phantoms Deurne               | Anvers      | Province d'Anvers       | Ijsbaan Ruggerveld           |
| Groupe A | HYC Herentals                 | Herentals   | Province d'Anvers       | Bloso Centrum Netepark       |
| Groupe A | Ahoud Devils                  | Nimègue     | Gueldre                 | Triavium                     |
| Groupe A | Amstel Tijgers                | Amsterdam   | Hollande-Septentrionale | Jaap Edenhal                 |
| Groupe A | Hotwings Panters              | Zoetermeer  | Hollande-Méridionale    | Silverdome                   |
| Groupe A | Tilburg Trappers Toekomstteam | Tilburg     | Brabant-Septentrional   | Stappegoor IJssportcentrum   |
| Groupe A | Dolphin Kemphanen             | Eindhoven   | Brabant-Septentrional   | IJssportcentrum Eindhoven    |
| Groupe B | Bulldogs de Liège             | Liège       | Province de Liège       | Patinoire de Liège           |
| Groupe B | IHC Louvain                   | Louvain     | Brabant flamand         | IJsbaan Leuven               |
| Groupe B | LACO Eaters Limburg           | Geleen      | Limbourg                | IJshal Glanerbrook           |
| Groupe B | HYS La Haye                   | La Haye     | Hollande-Méridionale    | De Uithof                    |
| Groupe B | Red Eagles Hertogenbosch      | Bois-le-Duc | Brabant-Septentrional   | Sportiom 's-Hertogenbosch    |
| Groupe B | UNIS Flyers                   | Heerenveen  | Frise                   | Thialf                       |
| Groupe B | GIJS Groningen                | Groningen   | Groningue               | Ijshal Sportcentrum Kardinge |

## Organisation

### Phase finale
|  | Quarts de finale         | Quarts de finale  |   |  | Demi-finales | Demi-finales |  |  | Finale | Finale |
|  | Quarts de finale         | Quarts de finale  |   |  | Demi-finales | Demi-finales |  |  | Finale | Finale |
|  |                          |                   |   |  |              |              |  |  |        |        |
|  |                          |                   |   |  |              |              |  |  |        |        |
|  |                          |                   |   |  |              |              |  |  |        |        |
|  | UNIS Flyers              |                   |   |  |              |              |  |  |        |        |
|  |                          |                   |   |  |              |              |  |  |        |        |
|  | Hotwings Panters         |                   |   |  |              |              |  |  |        |        |
|  | UNIS Flyers              |                   |   |  |              |              |  |  |        |        |
|  |                          |                   |   |  |              |              |  |  |        |        |
|  |                          | Bulldogs de Liège |   |  |              |              |  |  |        |        |
|  | Dolphin Kemphanen        |                   |   |  |              |              |  |  |        |        |
|  |                          |                   |   |  |              |              |  |  |        |        |
|  | Bulldogs de Liège        |                   |   |  |              |              |  |  |        |        |
|  | UNIS Flyers              | 3                 |   |  |              |              |  |  |        |        |
|  | UNIS Flyers              | 3                 |   |  |              |              |  |  |        |        |
|  |                          | HYS La Haye       | 1 |  |              |              |  |  |        |        |
|  | HYC Herentals            | HYS La Haye       | 1 |  |              |              |  |  |        |        |
|  |                          |                   |   |  |              |              |  |  |        |        |
|  | IHC Louvain              |                   |   |  |              |              |  |  |        |        |
|  | HYC Herentals            |                   |   |  |              |              |  |  |        |        |
|  |                          |                   |   |  |              |              |  |  |        |        |
|  |                          | HYS La Haye       |   |  |              |              |  |  |        |        |
|  | HYS La Haye              |                   |   |  |              |              |  |  |        |        |
|  |                          |                   |   |  |              |              |  |  |        |        |
|  | Amstel Tijgers Amsterdam |                   |   |  |              |              |  |  |        |        |
|  |                          |                   |   |  |              |              |  |  |        |        |

## Championnat des Pays-Bas
Le 24 et 25 février, les quatre meilleurs clubs néerlandais s'affrontent à Heerenveen sous la forme d'une série éliminatoire afin de décerner le titre de Champion des Pays-Bas 2018.
|  | Demi-finales             | Demi-finales |             |   | Finale                 | Finale |
|  | Demi-finales             | Demi-finales |             |   | Finale                 | Finale |
|  |                          |              |             |   |                        |        |
|  |                          |              |             |   | 25 février, Heerenveen |        |
|  |                          |              |             |   |                        |        |
|  | Dolphin Kemphanen        | 1            |             |   |                        |        |
|  | Dolphin Kemphanen        | 1            |             |   |                        |        |
|  | HYS La Haye              | 4            |             |   |                        |        |
|  | HYS La Haye              | 4            | HYS La Haye | 2 |                        |        |
|  |                          |              | HYS La Haye | 2 |                        |        |
|  |                          | UNIS Flyers  | 5           |   |                        |        |
|  | UNIS Flyers              | UNIS Flyers  | 5           | 7 |                        |        |
|  | UNIS Flyers              |              |             | 7 |                        |        |
|  | Amstel Tijgers Amsterdam | 1            |             |   |                        |        |
|  | Amstel Tijgers Amsterdam | 1            |             |   |                        |        |